# Nowy Mir
Nowy Mir (Новый мир, dt. „Neue Welt“) ist eine russische, monatlich erscheinende Literaturzeitschrift. Sie wird seit Januar 1925 in Moskau herausgegeben. Vorbild waren das beliebte prä-sowjetische Literaturmagazin Mir Bozhy („Gottes Welt“), das von 1892 bis 1906 erschien, und dessen Nachfolger, Sovremenny Mir („Heutige Welt“), die zwischen 1906 und 1917 erschien. Hauptsächlich hat sie Prosa veröffentlicht, die der Linie der kommunistischen Partei entsprach.
In den frühen 1960er-Jahren änderte Nowy Mir ihre politische Haltung und wandte sich Dissidenten zu. 1962 betrug die Auflage etwa 150.000 Exemplare pro Monat. Im Februar 1970 wurde Chefredakteur Alexander Twardowski zum Rücktritt gezwungen. 1986, zu Beginn der Perestroika-Phase, kritisierte Nowy Mir unter Sergei Salygin das Sowjet-Regime mit zunehmender Schärfe. Auch veröffentlichte sie Werke von zuvor verpönten Autoren wie George Orwell, Joseph Brodsky und Vladimir Nabokov.

## Chefredakteure
- Anatoli Lunatscharski und Juri Steklow (1925)
- Iwan Skworzow-Stepanow (1925–1926)
- Wjatscheslaw Polonski (1926–1931)
- Iwan Gronski (1931–1937)
- Wladimir Stawski (1937–1941)
- Wladimir Schtscherbina (1941–1946)
- Konstantin Simonow (1946–1950)
- Alexander Twardowski (1950–1954)
- Konstantin Simonow (1954–1957)
- Alexander Twardowski (1958–1970)
- Waleri Kossolapow (1970–1974)
- Sergei Narowtschatow (1974–1981)
- Wladimir Karpow (1981–1986)
- Sergei Salygin (1986–1998)
- Andrei Wassilewski (1998– )

## Prominente Autoren
- Boris  Pasternak
- Alexander Solschenizyn
- Wassili Grossman
- Wiktor Nekrassow
- Wladimir Dudinzew
- Ilja Ehrenburg
- Wassili Schukschin
- Wladimir Woinowitsch
- Tschingis Aitmatow
- Wassil Bykau
- Grigori Pomeranz
- Wiktor Astafjew
- Wladimir Makanin
- Ljudmila Petruschewskaja, seit 1988
- Sachar Prilepin
- Alexander Karasjow
- Oleg Jermakow
- Sergei Schargunow
- Jewgeni Popow
- Julija Latynina
- Alissa Ganijewa